# Pseudophoxinus punicus
Pseudophoxinus punicus là một loài cá vây tia thuộc họ Cyprinidae.
Loài này chỉ có ở Tunisia.
Môi trường sống tự nhiên của chúng là sông ngòi.